# Menton
 Menton város Dél-Franciaországban, a Francia Riviérán. Franciaország kulturális és történelmi városa címet viseli.
A városban és környékén egy ligur-okcitán átmeneti nyelvjárást beszélnek (körülbelül 3-4 ezren), amely sok hasonlóságot mutat a közeli monacói nyelvvel. Sokszor hivatkoznak rá, mint mentoni nyelv-re, de ezt a nyelvészeti tanulmányok nem fogadják el.

## Fekvése
Menton a Ligur-tenger partján, az olasz-francia határon helyezkedik el a Provence-Alpes-Côte d’Azur régióban, Alpes-Maritimes megyében.

## Nevezetes emberek
- Itt halt meg Alexandre Calame svájci festő 1864. március 19-én.
- Itt hunyt el Vicente Blasco Ibáñez spanyol író 1928. január 28-án.

## Testvérvárosai
- Montreux
- Namur
- Szocsi
- Laguna Beach
- Baden-Baden
- Lancashire